# Sant Salvador de Margalef
Sant Salvador de Margalef és una ermita del municipi de Margalef (Priorat) protegida com a bé cultural d'interès local.

## Descripció
És una petita construcció d'una sola nau, coberta per volta de canó que arrenca d'un petit fris continu. La volta és enguixada en tant que les parets són recobertes de pedra en lloses. L'exterior és arrebossat. Tota la construcció ha estat renovada l'any 1982 i presenta un aspecte mancat de tota mena de decoració.
Adjacent a l'ermita hi ha l'antiga casa de l'ermità, troglodítica, amb diverses habitacions adjacents i anàrquicament repartides, així com restes del que sembla que fou la primitiva ermita, bastida amb paret seca.

## Història
No hi ha dades sobre la construcció però, a jutjar per les antigues edificacions troglodítiques que l'acompanyen, el seu origen és realment antic. Segons la tradició, la font propera fou construïda pels monjos d'Escala Dei. Res no tindria d'estrany que l'ermita tingués un origen semblant, encara que no hi ha cap document que ho acrediti.
Segons altres fonts, la construcció de l'ermita es pot datar cap al segle xvi.